# Schillingsstraße 52 und 54 (Gürzenich)

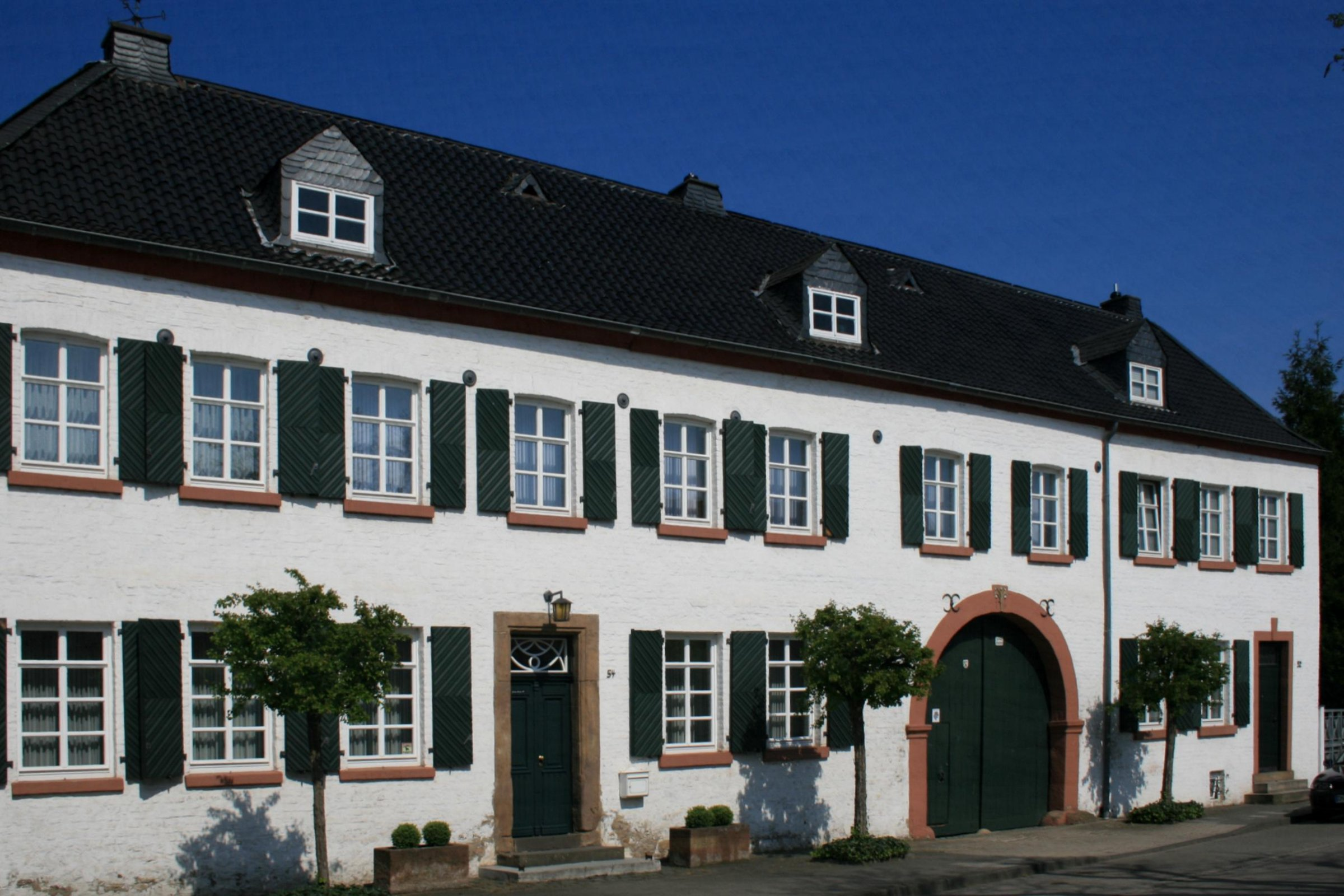
Schillingsstraße 52 und 54

Die Wohnhäuser Schillingsstraße 52 und 54 stehen im Dürener Stadtteil Gürzenich in Nordrhein-Westfalen, Schillingsstraße 52 und 53 und sind als Haus Hassert bekannt.
Die beiden Wohnhäuser wurden 1718 (Haus 52) und 1719 (Haus 54) erbaut. Haus 52 wurde Anfang des 19. Jahrhunderts erweitert.
Die ehemalige große Hofanlage besteht aus zweigeschossigen Wohngebäuden, die traufständig sind und ursprünglich acht Fensterachsen hatten. Der straßenseitige Giebel besteht aus Backsteinmauerwerk, der hofseitige Giebel aus verputztem Fachwerk. Die rundbogige Tordurchfahrt hat Sandsteingewände.
Das Bauwerk ist unter Nr. 6/007 in die Denkmalliste der Stadt Düren eingetragen.